# Pentheochaetes
Pentheochaetes es un género de escarabajos longicornios de la tribu Acanthocinini.

## Especies
- Pentheochaetes apicalis Melzer, 1935
- Pentheochaetes argentina Mendes, 1937
- Pentheochaetes aureopilosa (Monné, 1990)
- Pentheochaetes cincta (Delfino, 1981)
- Pentheochaetes maculata (Gilmour, 1957)
- Pentheochaetes melasma (Delfino, 1981)
- Pentheochaetes mystica Melzer, 1932
- Pentheochaetes nessimiani (Monné M. L. & Monné M. A., 2012)
- Pentheochaetes trinidadensis Gilmour, 1963
- Pentheochaetes turbida Melzer, 1935